# 2-Chlorobenzylidenomalononitryl
2-Chlorobenzylidenomalononitryl (CS) – organiczny związek chemiczny stosowany jako drażniący bojowy środek trujący (lakrymator i sternit). Oznaczenie wojskowe Stany Zjednoczone – CS, Francja – CB. Rzadziej spotykane oznaczenia to OSBM, OCBM oraz CBM.

## Własności fizykochemiczne
CS jest to w temperaturze pokojowej biała krystaliczna substancja, nierozpuszczalna w wodzie, rozpuszcza się w acetonie, benzenie, chloroformie, słabiej w eterze dietylowym i etanolu.
Hydrolizę tego związku (do 2-chlorobenzaldehydu i malononitrylu) przyspiesza środowisko zasadowe, z tego też względu poleca się poszkodowanym przemywanie błon śluzowych i skóry słabym roztworem sody oczyszczonej. Stosowanie odkażalników na bazie podchlorynów wzmacnia działanie substancji CS.

## Otrzymywanie
Metoda syntezy CS opisana została przez Corsona i Stoughtona w 1928 roku (stąd akronim „CS”). Polega ona na kondensacji Knoevenagla 2-chlorobenzaldehydu z malononitrylem:
Reakcja katalizowana jest zasadami, np. piperydyną (przyspieszenie ok. 100-krotne w stosunku do reakcji w nieobecności piperydyny).

## Działanie
Działanie CS polega na silnym drażnieniu błon śluzowych oczu, górnych dróg oddechowych powodującym silne łzawienie, kaszel, ślinotok oraz kichanie. Działa również przez skórę, szczególnie w miejscach wilgotnych od potu i łez, powodując uczucie dotkliwego pieczenia. Przy dużych skażeniach może doprowadzić do powstania na skórze ofiar podrażnień oraz pęcherzy. Działanie tego środka chemicznego może być odczuwalne przez poszkodowanych nawet do kilku godzin. W terenie zachowuje zdolność do rażenia nawet powyżej 14 dni.
Obszerny raport dotyczący działania i toksyczności CS sporządzony został po użyciu go podczas opanowywania farmy sekty Gałąź Dawidowa w Waco (Teksas) w roku 1993. Z raportu wynika, że CS użyty w pomieszczeniach zamkniętych może przyczynić się lub być główną przyczyną śmierci ludzi, o ile nie mają oni możliwości opuszczenia pomieszczenia.

## Wykorzystanie bojowe

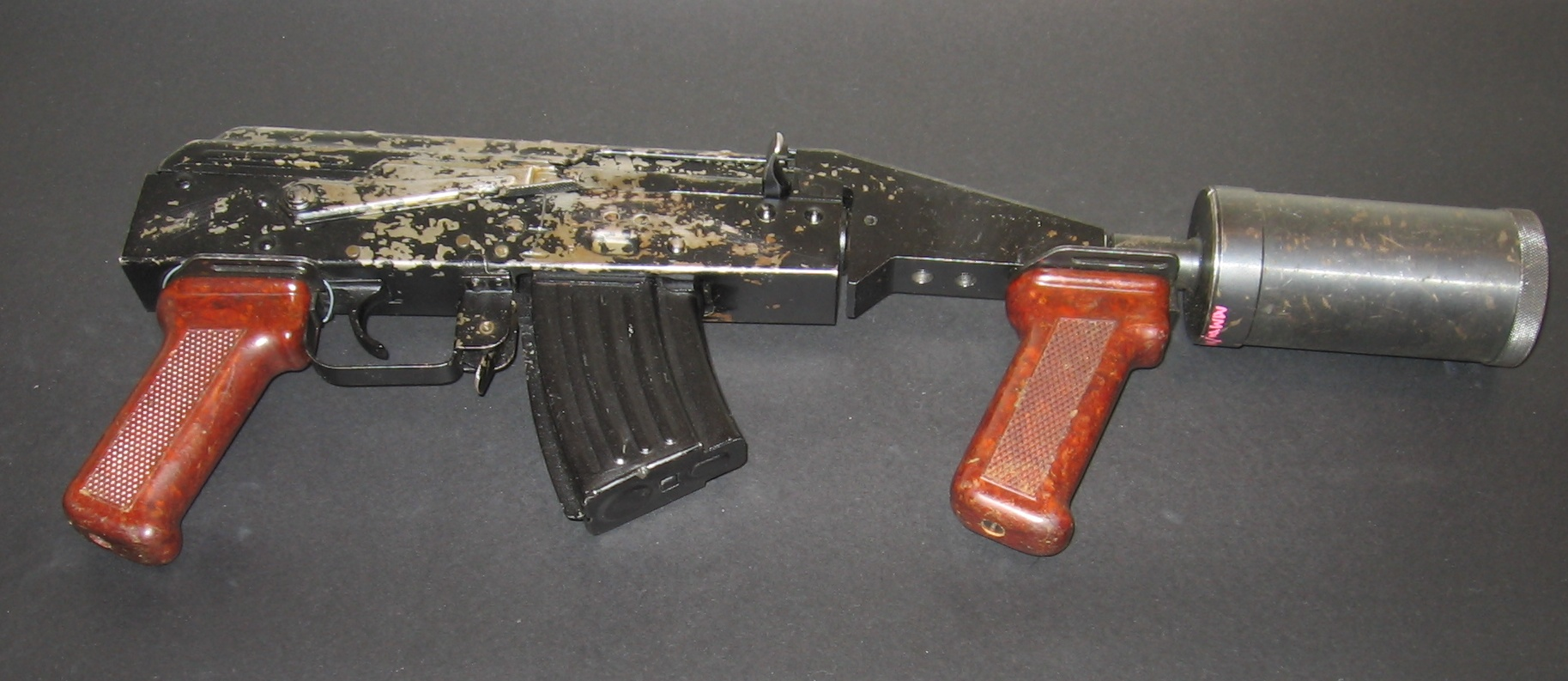
Polska wyrzutnia granatów łzawiących

CS został otrzymany w 1928 roku w Stanach Zjednoczonych. W 1954 roku został przyjęty do uzbrojenia amerykańskich sił zbrojnych. W latach 1963–1972 był stosowany bojowo podczas wojny wietnamskiej. Obecnie stosowany głównie przez policję. Najczęściej służy do elaboracji granatów dymnych w postaci mieszaniny termosublimacyjnej (pirotechnicznej) o zawartości 40–50% CS wraz ze stabilizatorami dymu (talkiem, silikażelem). W wyniku spalania tej mieszaniny powstaje drażniący aerozol. Stosuje się go również w ręcznych miotaczach gazu i amunicji broni gazowej.